# Krążowniki typu Tsukuba
Krążowniki typu Tsukuba – seria dwóch krążowników pancernych japońskiej marynarki wojennej z pierwszej połowy XX wieku – „Tsukuba” i „Ikoma”. W 1912 zostały przeklasyfikowane na krążowniki liniowe.

## Historia
O budowie dwóch nowych krążowników pancernych Japonia zdecydowała w wojennym programie budowy okrętów, uchwalonym w marcu 1904 roku przez parlament w związku z rozpoczęciem wojny z Rosją. W swojej konstrukcji wykorzystywały pierwsze doświadczenia wojny rosyjsko-japońskiej i miały one zastąpić utracone podczas tej wojny pancerniki „Hatsuse” i  „Yashima”. W porównaniu do dotychczas istniejących na świecie jednostek tej klasy, zastosowano na nich bezprecedensowo silną artylerię, w postaci 4 dział kalibru 305 mm, typowo przenoszonego przez pancerniki, co wynikało z doświadczeń bitwy na Morzu Żółtym, w której japońskie krążowniki pancerne musiały ścierać się z pancernikami. Zespołem projektantów kierował główny inspektor konstrukcji okrętów (komandor) Kondō Motoki.
Budowę rozpoczęto na początku 1905 roku, jeszcze podczas wojny z Rosją, pod prowizorycznymi oznaczeniami Shi gō i Chū gō, a 11 czerwca 1905 nadano im nazwy „Tsukuba” i „Ikoma”. Z powodu zagrożenia przez flotę rosyjską, budowa głównego okrętu „Tsukuba” przebiegała wyjątkowo szybko, jak na okręt tej wielkości – stępkę położono 14 stycznia 1905, a kadłub wodowano już 26 grudnia 1905, po czym okręt przyjęto do służby dokładnie po upływie dwóch lat od rozpoczęcia – 14 stycznia 1907. Drugi okręt „Ikoma” ukończono w 1908. Oba budowano w Stoczni Marynarki Wojennej w Kure i były to pierwsze tak duże okręty wojenne zaprojektowane i zbudowane w Japonii.
Po wprowadzeniu w 1912 w Wielkiej Brytanii nazwy klasy krążowników liniowych, okręty typu Tsukuba zostały 28 sierpnia 1912 przeklasyfikowane w ten sposób, pomimo że z konstrukcyjnego punktu widzenia nie były krążownikami liniowymi i miały słabsze od nich uzbrojenie oraz niższą prędkość. Niemniej jednak, okręty te były jednymi z prekursorów krążowników liniowych, gdyż podobnie jak one, przenosiły takie samo uzbrojenie, jak odpowiadająca im generacja pancerników (przeddrednoty), przy słabszym od pancerników opancerzeniu i większej prędkości. W 1921 ocalały "Ikomi" przeklasyfikowano na krążownik I klasy (kategoria ta w Japonii obejmowała krążowniki o wyporności ponad 7000 t, a następnie krążowniki ciężkie).
| Nazwa   | rozpoczęcie budowy | wodowanie    | wejście do służby | los                  |
| Tsukuba | 14. 01. 1905       | 26. 12. 1905 | 14. 01. 1907      | zatonął 14. 01. 1917 |
| Ikoma   | 15. 03. 1905       | 09. 04. 1906 | 24. 03. 1908      | złom 13. 11. 1924    |

## Opis okrętów
Architektura okrętów była ogólnie zbliżona do wcześniejszych używanych w Japonii  krążowników pancernych (głównie pochodnych brytyjskiego projektu Asama), lecz odróżniała się od nich przede wszystkim w tym, że miały one podniesiony pokład dziobowy na ok. 2/3 długości kadłuba, polepszający dzielność morską. Pojawił się na nich też typowy dla nowszych japońskich okrętów lekko wygięty w górnej części kształt dziobnicy, zamiast dziobu taranowego.

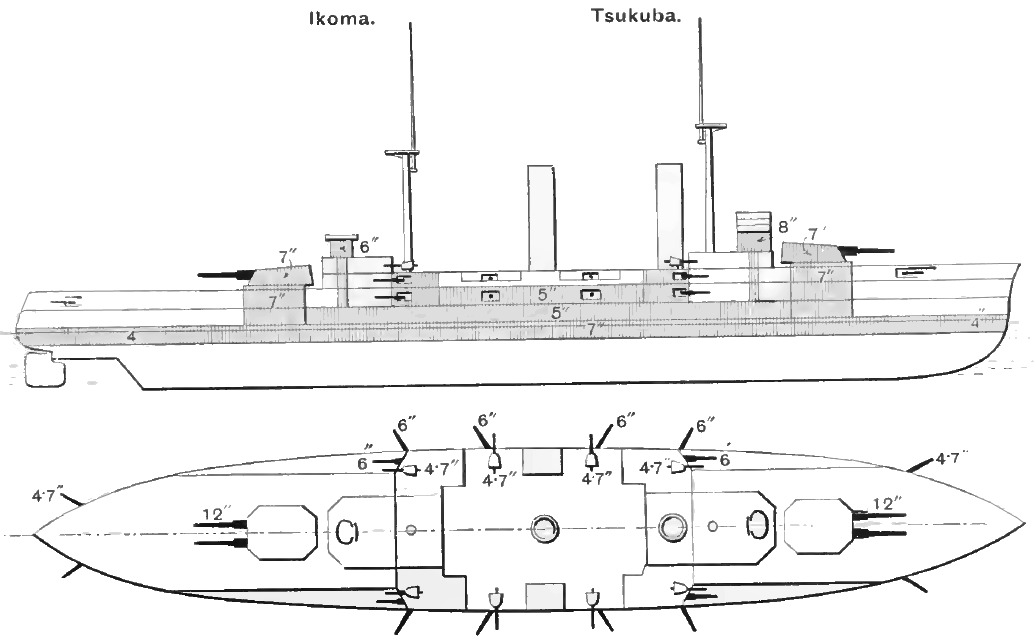
Uproszczony szkic krążowników typu Tsukuba (pancerz zacieniony, błędny kształt rufy)

Główny element sylwetki stanowiły duże dwudziałowe wieże dział 305 mm w osi symetrii na pokładzie dziobowym i rufowym, klinowe w kształcie z boku. Artylerię średnią umieszczono, podobnie jak na wcześniejszych okrętach, w dwupoziomowych kazamatach na śródokręciu. Po cztery działa 152 mm na burtę były umieszczone w niższej baterii, pod poziomem pokładu górnego, a nad pierwszymi i ostatnimi kazamatami znajdowały się kazamaty dwóch dział 152 mm górnej baterii, pod poziomem pokładu górnego. Takie rozmieszczenie artylerii utrudniało jednak użycie nisko umieszczonych dział dolnej baterii podczas złej pogody. Działa 120 mm rozmieszczone były następująco: po 2 na burtę w kazamatach górnej baterii nad środkowymi działami 152 mm, po jednym na burtę w kazamatach na dziobie i rufie oraz po 2 na burtę w stanowiskach na pokładzie na śródokręciu, chronionych maskami przeciwodłamkowymi, nad dwupiętrowymi kazamatami dział 152 mm.  Spaliny z kotłów odprowadzano przez dwa wysokie, proste kominy na śródokręciu. Architekturę uzupełniały dwie mało rozbudowane nadbudówki, za wieżą dziobową i na końcu pokładu dziobowego przed wieża rufową, połączone z dwoma masztami.

## Skrócona historia służby
Oba krążowniki brały udział w licznych ćwiczeniach organizowanych przez Japońską Cesarską Marynarkę Wojenną oraz wizytach zagranicznych. Uczestniczyły następnie w I wojnie światowej, w której Japonia brała jednak mało aktywny udział. Głównie używane były do patrolowania i poszukiwania niemieckich rajderów na południowym Pacyfiku. „Tsukuba” cierpiał na usterki związane z pośpieszną budową; został w końcu zniszczony przez wybuch amunicji w Zatoce Yokosuka 14 stycznia 1917, później podniesiony i złomowany.

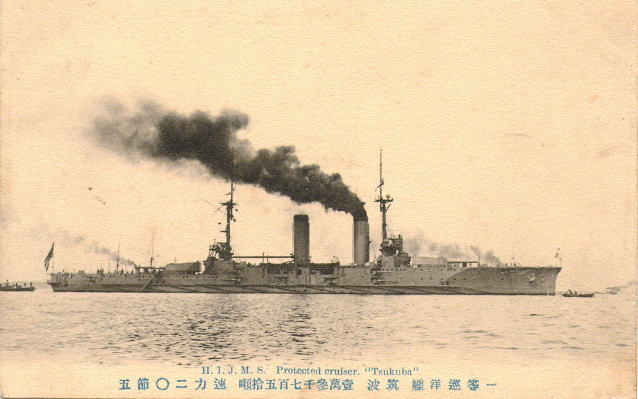
„Tsukuba”

„Ikoma” został w 1919 przebudowany na szkolny okręt artyleryjski. Artylerię średnią ograniczono do 10 dział 152 mm, 8 – 120 mm i 6 – 76 mm. Został następnie rozbrojony w 1922 w Sasebo i w 1923 wycofany ze służby na skutek ustaleń traktatu waszyngtońskiego, po czym złomowany 13 listopada 1924 przez stocznię Mitsubishi w Nagasaki.

## Dane techniczne
Uzbrojenie :
- 4 działa 305 mm Armstrong (Model 1908), w wieżach na dziobie i rufie (2xII)
  - długość lufy 45 kalibrów (L/45), kąt podniesienia ok. -5+15°, masa pocisku: 386 kg, szybkostrzelność ok. 1 strz./min[7]
- 12 dział 152 mm w kazamatach (12xI)
  - długość lufy L/40
- 12 dział 120 mm w kazamatach i stanowiskach na burtach (12xI)
- 4 działa 76 mm (nominalnie 8 cm)
- 2 działa 40 mm przeciwlotnicze[8]
- 3 wyrzutnie torpedowe 450 mm

Opancerzenie: stal Kruppa
- burty: główny pas na linii wodnej: 178-102 mm
- wewnętrzny pokład pancerny: 76 mm
- wieże i barbety artylerii głównej: 178 mm
- kazamaty: 127 mm[6]
- stanowisko dowodzenia: 203-152 mm[6]